# Дзектажев
Дзектажев (пол. Dziektarzew) — село в Польщі, у гміні Лютомерськ Паб'яницького повіту Лодзинського воєводства.
Населення — 137 осіб (2011).
У 1975-1998 роках село належало до Серадзького воєводства.

## Демографія
Демографічна структура станом на 31 березня 2011 року:
|          | Загалом | Допрацездатний вік | Працездатний вік | Постпрацездатний вік |
| -------- | ------- | ------------------ | ---------------- | -------------------- |
| Чоловіки | 63      | 11                 | 45               | 7                    |
| Жінки    | 74      | 20                 | 34               | 20                   |
| Разом    | 137     | 31                 | 79               | 27                   |